# Cygniella sharpii
Cygniella sharpii là một loài rêu trong họ Ditrichaceae. Loài này được H.A. Crum mô tả khoa học đầu tiên năm 1986.